# Italochrysa ludekingi
Italochrysa ludekingi är en insektsart som först beskrevs av Van der Weele 1909.  Italochrysa ludekingi ingår i släktet Italochrysa och familjen guldögonsländor. Inga underarter finns listade i Catalogue of Life.